# المرأة الأسترالية في الحرب العالمية الأولى

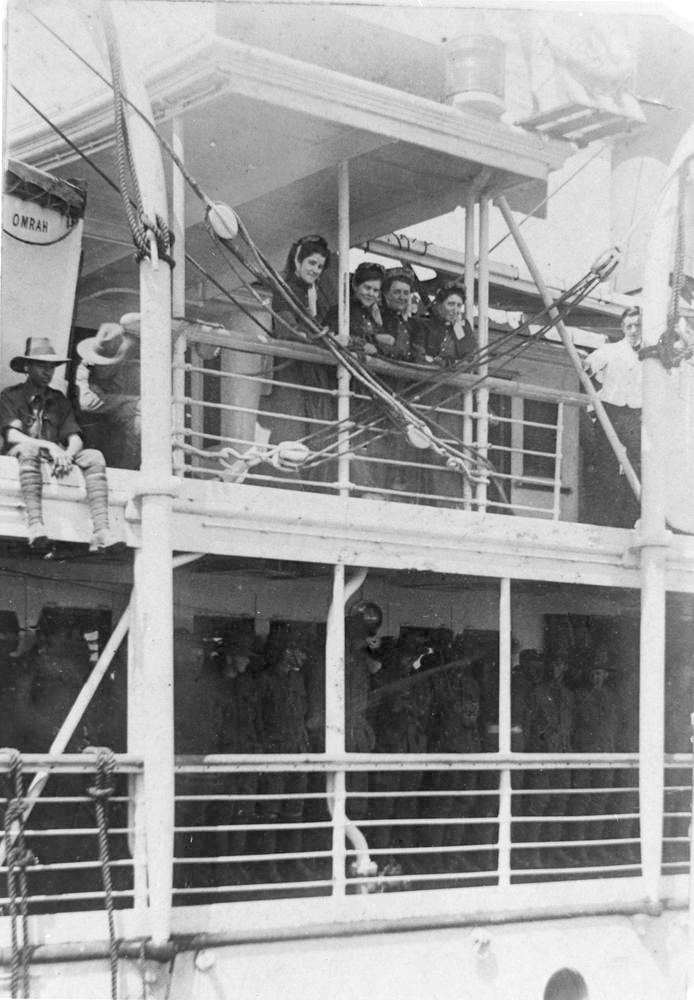
ممرضات استراليات على العبارة اس اس اثناء نقلهم للحرب العالمية الأولى، عام 1914.

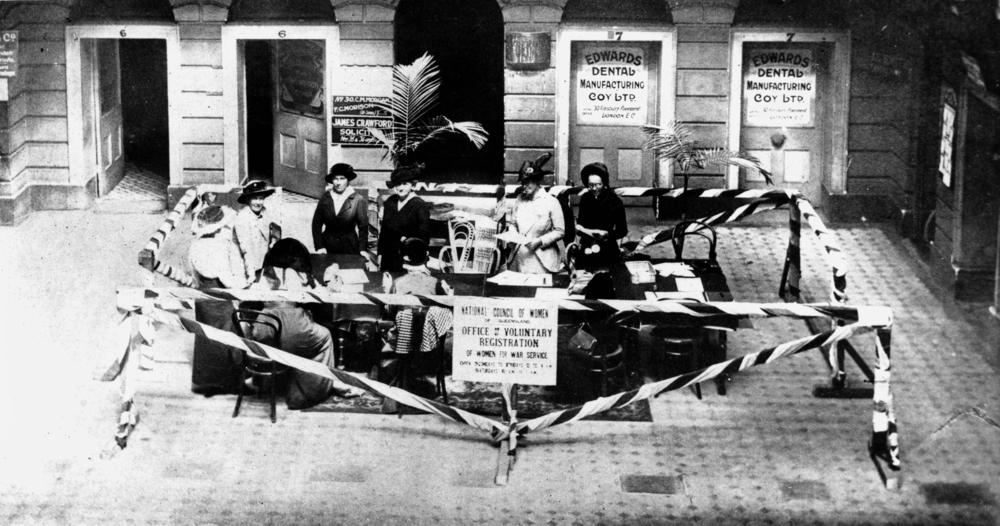
مكتب التسجيل التطوعي للمرأة، الذي يقع في مقر مجلس مدينة بريزبن في عام 1915. تم إنشاء المكتب من قبل المجلس الوطني للمرأة بغرض تسجيل النساء الراغبات في القيام بعمل فيما يتعلق بالحرب.

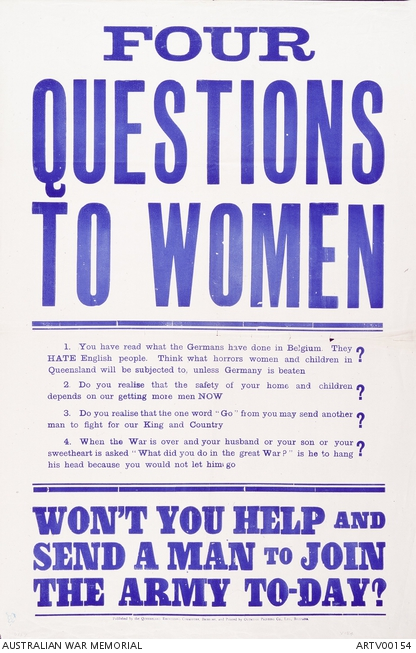
ملصقات تجنيد تحث النساء على حث الرجال على الانخراط ففي الحرب

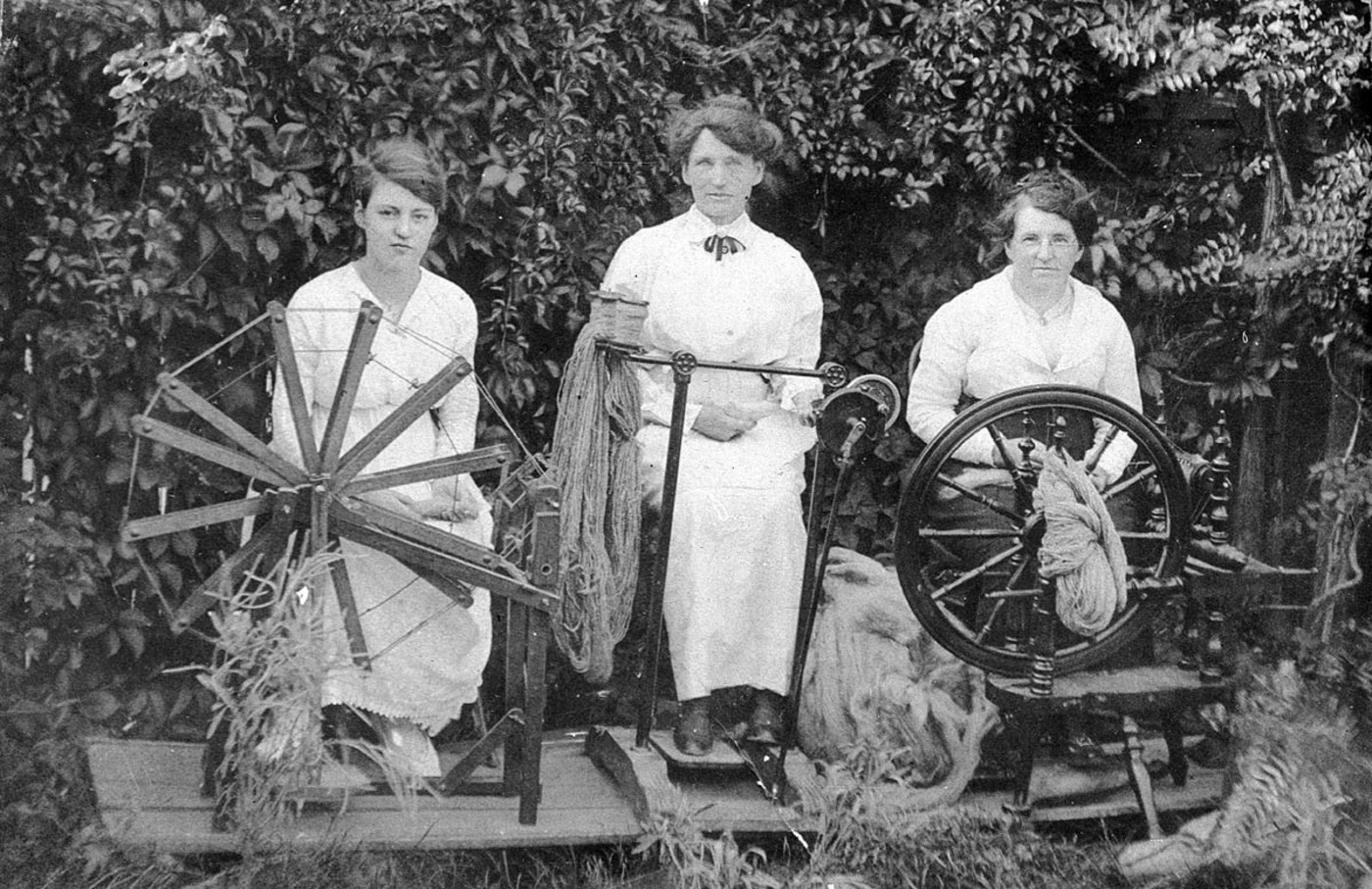
ثلاث نساء يغزلن الصوف في جوارب متماسكة للجنود خلال الحرب العالمية الأولى في تينترفيلد، نيوساوث ويلز، كاليفورنيا، عام 1915

تركز دور المرأة الأسترالية في الحرب العالمية الأولى بشكل رئيسي على مشاركتها في تقديم خدمات التمريض بشكل خاص، وفي تعويض غياب الرجال المنضمين للقوات المسلحة عن الوظائف اليومية بشكل عام. غير دورهم الكبير في تأسيس حملات لجمع التبرعات للمجندين في الخارج ولإعالة عائلتهم داخل البلاد.
شاركت المرأة الأسترالية أيضا في الحملات الانتخابية والثورات والعديد من الأحداث السياسية كإضراب نيوساوث ويلز في عام 1917، والتي تعتبر بداية الحركات النسوية في أستراليا.

## التمريض
يعتبر التمريض هو أهم الأدوار الرئيسية التي شغلتها المرأة الأسترالية خلال الحرب العالمية الأولى والثانية حيث تم تنظيم خدمة تمريض الجيش الأسترالي (AANS) من قبل أكثر من 3,000 ممرضة، خدم أكثر من 2,200 منهن خارج البلاد، ومات منهم 21 خلال فترة الحرب غير من تعرضوا للإصابة وتوفين جراء ذلك بعد انتهاء الحرب بفترة ليست بالكثيره. خدمت الممرضات الأستراليات في العديد في البلاد كالجبهة الغربية، واليونان، وإنجلترا، والهند، ومصر وإيطاليا. تألفت قوافل التمريض من ممرضات مدربات ومتخصصي علاج طبيعي و 14 مساعد وأخصائي بكتريا، خدمن في شتى المواقع كمستشفيات المعسكرات الأسترالية والمستشفيات البريطانية والسفن البحرية.
شاركت الممرضة الأسترالية أيضا في العديد من المنظمات الصحية كمنظمة التمريض البريطانية، والصليب الأحمر وإسعاف سانت جون والمستشفى الأسترالي التطوعي. أرسلت أستراليا أيضًا عددًا من النساء اللواتي يعملن في المجال الطبي للعمل في المستشفيات العسكرية. مثال على هذه المجموعات هي المجموعة التي كانت تتألف من عشرين ممرضة ومتخصصة علاج طبيعي واللائي تم تعيينهن للعمل في المستشفيات الفرنسية من قبل جمعية الصليب الأحمر الأسترالي وكان يطلق عليهن اسم «بلوبيردز» في إشارة إلى لون زيهم الرسمي.

## الأعمال التطوعية الأخرى
شاركت المنظمات التطوعية النسائية التالية في أعمال الدعم:
- الصليب الأحمر الأسترالي
- اتحاد الاعتدال النسائي المسيحي
- الرابطة النسائية الوطنية الأسترالية
- جمعية المساعدات التطوعية
- صندوق المساعدة الأسترالي
- جمعية الهتاف الأسترالية

## الجوائز
حصلت النساء التاليات على ميداليات أو جوائز أخرى عن أعمالهن الحربية:
- فلورا ريد- سيدة الصليب الأكبر حصلت على رتبة الإمبراطورية البريطانية (DBE)- المتلقي الافتتاحي - لمساعدة الجنود الذين كانوا في مرحلة النقاهة.[6]
- فيرا ديكين – حصلت على رتبة الإمبراطورية البريطانية (OBE)- لإنشاء مكتب التحقيق الأسترالي للجرحى والمفقودين.[7]
- الأخت كلير ديكون، الأخت دوروثي كاوود، الأخت أليس روس كنج، فريق تمريض ماري ديرير - الميدالية العسكرية - للشجاعة نتيجة إنقاذ المرضى من مبنى محترق.[8]
- الأخت بيرل كوركهيل- الميدالية العسكرية.
- الأخت راشيل برات - الميدالية العسكرية.[9]
- الأخت أليسيا ماري كيلي - الميدالية العسكرية.[10]

## المعارضة
عارض عدد من النساء الأستراليات الحرب أو جوانب معينة منها. منهن دعاة السلام الأستراليات ونشطاء مناهضات التجنيد الإجباري خلال هذه الفترة مثل بيلا غرين ودوريس بلاكبيرن.

## روابط خارحية
- فرانسيس، راي: حشد النساء للحرب (أستراليا)، في: 1914-1918 على الإنترنت. الموسوعة الدولية للحرب العالمية الأولى.
- النساء الأستراليات في الحرب.